# Александровское кладбище (Ростов-на-Дону)
Алекса́ндровское кла́дбище — кладбище в Ростове-на-Дону.

## История
Александровское кладбище находится в ростовском микрорайоне Александровка, его общая площадь составляет 3 га. Дата основания неизвестна. 
До 1970-х годов это кладбище было действующим. После основания Северного кладбища на Александровском новые захоронения запретили. Но в связи с критической ситуацией, сложившейся с нехваткой свободных мест на Северном кладбище, администрацией Ростова-на-Дону было принято решение открыть Александровское кладбище для подзахоронений в родственные могилы.
Рядом с кладбищем находится храм во имя Сретения Господня, первое упоминание о котором относится к 1778 году — следующему после основания станицы Александровской (1777 год). Первоначально был деревянным, позже его перестроили в каменном виде.

## Известные люди, похороненные на кладбище
- Берест, Алексей Прокофьевич (1921—1970) — советский офицер, участник Великой Отечественной войны, один из тех, кто водрузил Знамя Победы на рейхстаге; Герой Украины. На территории кладбища ему установлен памятник.